# Кто идёт?
«Кто идёт?» (англ. Who Goes There?; варианты русского названия: «Кто там?», «Кто ты?», «Нечто») — научно-фантастическая повесть Джона Вуда Кэмпбелла-младшего, опубликовавшего её под псевдонимом Дон А. Стюарт в журнале Astounding Stories в 1938 году. В 1973 году Ассоциация писателей научной фантастики Америки признала повесть одним из лучших научно-фантастических произведений и внесла его в антологию The Science Fiction Hall of Fame, Volume Two.
«Кто идёт?» неоднократно экранизировался: в 1951 году вышел фильм «Нечто из иного мира», за ним последовал фильм «Нечто» в 1982 году, приквел которого вышел в 2011 году. Также рассказ был адаптирован для комикса и радиопостановки.
На русском языке впервые был опубликован издательством «Молодая гвардия» в сокращённом переводе Юрия Зараховича под названием «Кто ты?» в сборнике «И грянул гром…» (в 1989 году издательство «Прометей» издало сборник «Американская фантастика», в котором перевод Зараховича был опубликован под названием «Кто идёт?»). В 2001 году издательство «АСТ» выпустило рассказ в переводе С. Сенагоновой под названием «Нечто» в сборнике «Лунный ад».

## Сюжет
Группа учёных-исследователей, оказавшаяся в изоляции на антарктической базе, обнаруживает во льдах космический корабль, потерпевший крушение 20 миллионов лет назад. Попытка вскрыть обшивку с помощью термитной смеси приводит к разрушению корабля, так как корпус, как оказывалось, сделан из магния. Учёные обнаруживают замороженного инопланетного пилота. Пришелец оказывается существом, способным принимать облик, воспоминания и личность любого организма, которого пожирает, сохраняя при этом свою первоначальную массу тела для дальнейшего размножения. Так называемое Нечто изначально превращается в физика Конанта и пытается потратить около 90 фунтов своего тела для трансформации в ещё одно существо — ездовую собаку. Патологоанатом Блэр, выступавший за размораживание пришельца, сходит с ума, и, терзаясь чувством вины и паранойей, хочет убить всех на станции, чтобы спасти человечество. Его изолируют в одной из комнат. Конант также попадает в изоляцию из соображений безопасности.
Учёные пытаются выяснить, кто из них, возможно, был заменён инопланетянином, чтобы уничтожить появившихся суррогатов, прежде чем они смогут сбежать и захватить власть над миром. Задача кажется невыполнимой, когда группа понимает, что Нечто также является телепатом, способным читать и внушать мысли. Доктор Коппер предлагает сделать пробу сыворотки, но это не дает результатов. Помощник командующего Макреди делает вывод: все существа на станции, кроме одной собаки и некоторых людей, заменены суррогатами. Животных убивают с помощью электрического тока, а их трупы сжигают.
В конечном итоге, после убийства одного из членов группы и раскрытия его внеземной сущности, Макреди понимает, что даже небольшие фрагменты тела пришельца способны вести себя как независимые организмы. Используя уязвимость Нечто перед высокой температурой, он проводит тест на выявление «преобразованных» среди людей: в пробирку с кровью каждого из мужчин по очереди опускают раскалённую проволоку. В случае, если кровь «отпрыгивает» от проволоки, донора сразу же убивают. Когда приходит очередь изолированного Блэра, обнаруживается, что он сбежал.
После уничтожения базы с находящимися внутри монстрами Макреди и двое оставшихся членов группы отправляются на поиски Блэра, контроль над которым захватила первая форма Нечто. Макреди удаётся убить пришельца, используя паяльную лампу. Выжившие обнаруживают, что Нечто был близок к завершению строительства антигравитационного устройства на атомной энергии, которое позволило бы ему совершить бегство.

## Награды
В 1971 году  повесть «Кто идёт?» и рассказ «Сумерки» заняли первое место в голосовании читателей журнала «Analog» как лучшие фантастические произведения короткой формы, опубликованные до 1940 года.

## Полная версия
Осенью 2018 года стало известно, что рассказ является сокращённой версией романа, написанного Кэмпбеллом ранее. Полная версия, включающая полностью другое вступление и озаглавленная как «Ледяной ад» (англ. Frozen Hell), была найдена в коробке с рукописями, которую Кэмпбелл отправил в Гарвардский университет. Открытие сделал писатель-биограф Алек Невала-Ли в ходе изучения биографии Кэмпбелла и других авторов Золотого века научной фантастики.
Вслед за открытием, с помощью сайта «Kickstarter» была запущена кампания по сбору средств на публикацию романа. Завершившись 1 декабря 2018 года, кампания собрала более 155 000 долларов, многократно превысив заявленную цель в тысячу долларов. Электронная версия романа, опубликованная издательством Wildside Press, была разослана участникам кампании 16 января 2019 года. Выход бумажной версии в июне того же года.
Русский перевод, выполненный Ольгой Муратовой, был издан в 2023 году.

## Адаптации

### Фильмы
Рассказ был трижды экранизирован. Фильм «Нечто из иного мира» 1951 года является первой и самой далекой от оригинала адаптацией. Роль инопланетянина в нем исполнил Джеймс Арнесс. В 1982 году на экраны выходит ремейк, снятый режиссёром Джоном Карпентером по сценарию Билла Ланкастера, под названием «Нечто». Фильм признан наиболее близким к рассказу Кэмпбелла. Премьера третьей адаптации, также названной «Нечто», состоялась 14 октября 2011 года. Сюжет картины является предысторией к событиям фильма Карпентера.
В январе 2020 года стало известно, что кинокомпании Universal и Blumhouse работают над экранизацией полной версии произведения, опубликованной в 2019 году.

### Комикс
В 1976 историю адаптировали для комикса, который был издан в первом выпуске журнала Starstream (сценарист Арнольд Дрэйк и художник Джек Абель).

### Радиопостановка
Рассказ был адаптирован для радиопостановки BBC RADIO, впервые она транслировалась 24 января 2002 года.